# Joe Public FC
Der Joe Public Football Club war eine trinidadische Fußballmannschaft aus Tunapuna. Der Klub spielte bis zur Saison 2010/2011 in der höchsten Fußballliga des Landes, der TT Pro League.
Der auch als Eastern Lions bekannte Verein gehörte dem ehemaligen FIFA-Vizepräsident und CONCACAF-Präsidenten Jack Warner.

## Geschichte
1996 schaffte es die Nationalmannschaft von Trinidad und Tobago nicht, sich für die Fußball-Weltmeisterschaft 1998 zu qualifizieren. Um Spieler im eigenen Land besser fördern zu können und so ein besseres Ergebnis für zukünftige Weltmeisterschaften herbeizuführen, wollte Jack Warner eine professionelle Liga gründen. Als Vorbereitung gründete er unter anderem den Joe Public Football Club.
1996 nahm die Mannschaft zum ersten Mal an den Wettbewerben der Eastern Football Association teil und gewannen diese. Dadurch qualifizierte sich die Mannschaft für das Trinidad and Tobago Football Association’s Champion of Champions Tournament, welches auch gewonnen werden konnte. 1997 nahm der Verein an der Semi-Professional Football League (SPFL) teil und beendete die Saison auf dem zweiten Platz. Während der ersten Jahre etablierte Warner in seinem Klub professionelle Strukturen, die bis dahin noch kein Verein in Trinidad und Tobago hatte. 1998 wurde die Mannschaft Meister in der Craven A SPFL League und gewannen die CFU Club Championship. Damit konnte sie sich für den CONCACAF Champions’ Cup qualifizieren, wo man sich gleich im ersten Spiel geschlagen geben musste.
Nach der Saison 2010/2011 zog sich der Joe Public FC, wie auch der Ma Pau SC und der FC South End, aus dem Spielbetrieb der TT Pro League zurück.
Seine Heimspiele trug der Verein im Marvin Lee Stadium aus, welches am João Havelange Centre of Excellence in Tunapuna liegt.

## Erfolge
- CFU Club Championship: 2

1998, 2000
- TT Pro League: 3

1998, 2006, 2009
- Trinidad and Tobago Cup: 2

2001, 2007, 2009
- Kashif & Shanghai Knockout Tournament: 1

2006